# Edolo
Edolo est une commune italienne de la province de Brescia, dans la région Lombardie.

## Géographie physique
Le village d’Edolo se trouve au début de l’Alta Val Camonica, à la confluence avec le Val di Corteno, le long de la Linea Insubrica et à la frontière avec la province de Sondrio. La commune, située dans la partie la plus septentrionale de la province de Brescia, s’élève à 720 m d’altitude et occupe une superficie de 88,9 km². Elle est à environ 95 km de Brescia, 45 km de Sondrio, à environ 30 km du Passo del Tonale à la frontière avec le Trentin-Haut-Adige et à 110 km de Trente.

## Histoire
Le bataillon alpin Edolo dans les rangs duquel combattit l'irrédentiste italien Cesare Battisti.

## Économie
La Centrale hydroélectrique d'Edolo est l'une des plus puissantes d'Italie : 1000 MW.

## Administration
| Période                                  | Période | Identité | Étiquette | Qualité |
| ---------------------------------------- | ------- | -------- | --------- | ------- |
|                                          |         |          |           |         |
| Les données manquantes sont à compléter. |         |          |           |         |

### Hameaux
Cortenedolo, Vico, Mu

### Communes limitrophes
Corteno Golgi, Incudine, Lovero, Malonno, Monno, Ponte di Legno, Saviore dell'Adamello, Sernio, Sonico, Temù, Tovo di Sant'Agata, Vezza d'Oglio, Vione